# Diocesi di Lindsey

Mappa delle diocesi anglosassoni prima del 925.

La diocesi di Lindsey (in latino Dioecesis Syddensis) è una sede soppressa e sede titolare della Chiesa cattolica. La sede titolare, immutato il latino, porta il nome italiano di Sidnacestre.

## Territorio
La diocesi si estendeva sul regno di Lindsey.
La sede episcopale si trovava a Sidnacester, località ancora oggi non ben identificata; gli studiosi ipotizzano cinque possibili identificazioni: Lincoln, Caistor, Louth, Horncastle e Stow, tutte collocate nel Lincolnshire.

## Storia
La diocesi di Lindsey fu eretta nel 680, ricavandone il territorio dalla diocesi di Lichfield (in seguito denominata diocesi di Coventry e Lichfield).
Attorno al 971 la diocesi di Lindsey, vacante da tempo a causa degli sconvolgimenti causati dalle devastazioni operate dai Vichinghi danesi (Danelaw), fu unita a quella di Dorchester, sede che un secolo dopo circa fu trasferita a Lincoln.
Dal 1969 l'antica diocesi anglosassone è annoverata tra le sedi vescovili titolari della Chiesa cattolica con il nome di Sidnacestre; la sede è vacante dal 9 giugno 2020.

## Cronotassi

### Vescovi di Lindsey
- Aethelwine † (circa 680 - ?)
- Edgar † (circa 701 - 720)
- Cyneberht † (circa 720 - 732 deceduto)
- Alwig † (733 consacrato - circa 750 deceduto)
- Ealdwulf † (750 - circa 765)
- Ceolwulf † (767 - 796 deceduto)
- Eadwulf † (circa 796 - dopo l'836)
- Bricthred † (prima dell'839 - dopo l'872)
  - Sede vacante
  - Sede unita a Dorchester

### Vescovi titolari di Sidnacestre
- Daniel Joseph Mullins † (5 febbraio 1970 - 12 febbraio 1987 nominato vescovo di Menevia)
- Francis Lagan † (4 febbraio 1988 - 9 giugno 2020 deceduto)